# Chenda, Fujian
Chenda (kinesiska: 陈大) är en köping i sydöstra Kina. Den ligger i stadsdistriktet Sanyuan i staden Sanming i provinsen Fujian, omkring 170 kilometer väster om provinshuvudstaden Fuzhou. Antalet invånare är 8 706. Befolkningen består av 3 875 kvinnor och 4 831 män. Barn under 15 år utgör 13,0 %, vuxna 15-64 år 72 %, och äldre över 65 år 13,0 %.